# Bettina Horváth-Pásztor
Bettina Horváth-Pásztor (født 1. december 1994 i Fehérgyarmat, Ungarn) er en ungarsk håndboldspiller som spiller for Debrecen VSC.